# فيرمونت
فيرمونت أو فِرمَنت (بالإنجليزية: Vermont)‏ هي ولاية من الولايات المتحدة. تقع في إقليم نيو إنجلاند في شمال شرق الولايات المتحدة. فيرمونت هي سادس أصغر الولايات الأمريكية مساحةً، وثاني أصغر ولاية من ناحية عدد السكان، إذ يتخطى عدد سكانها الـ 600 ألف نسمة بقليل. فيرمونت هي الولاية الوحيدة في إقليم نيو إنجلاند التي لا تطل على المحيط الأطلسي. بحيرة شامبلين تشكل نصف الحد الغربي للولاية، والذي يفصل بينها وبين ولاية نيويورك. الجبال الخضراء هي أحد أشهر تضاريس الولاية. تحد فيرمونت من الجنوب ولاية ماساتشوستس، ولاية نيوهامشير من الشرق، ولاية نيويورك من الغرب، ومقاطعة كيبك الكندية من الشمال.
استوطنت الولاية في البداية من قبل اثنتين من أكبر قبائل الهنود الحمر (الأبيناكي والإيروكواس). أغلبية المنطقة التي تشكل ولاية فيرمونت الحالية كانت فرنسا تدعي ملكيتها لها خلال الحقبة الاستعمارية المبكرة. تنازلت فرنسا عن المنطقة لبريطانيا العظمى بعد هزيمتها عام 1763 في حرب السنوات السبع (يطلق عليها الحرب الفرنسية والهندية في الولايات المتحدة الأمريكية). لعدة سنوات، كانت المستعمرات المجاورة، وخاصة نيوهامشير ونيويورك، تتنازع على المنطقة المشكلة لولاية فيرمونت الحالية. المستوطنون الذين كانوا يملكون أراض ممنوحة من قبل الاستعمار تصدت لهم ميليشيا أبناء الجبل الأخضر الذين تغلبوا في النهاية ونتج عن ذلك قيام جمهورية فيرمونت. قامت الجمهورية عام 1777 خلال حرب الاستقلال الأمريكية واستمرت لأربعين عاما. إن تغافلنا عن المستعمرات الثلاثة عشرة، فيرمونت هي أحد أربع ولايات أمريكية كانت كيانا مستقلا بذاته في الماضي (بالإضافة إلى تكساس، هاواي، وكاليفورنيا). في عام 1791، انضمت فيرمونت للولايات المتحدة الأمريكية لتكون الولاية الرابعة عشرة من حيث تاريخ الانضمام، مباشرة بعد المستعمرات الثلاثة عشرة. ألغيت العبودية في فيرمونت خلال فترة استقلالها، وبذلك كانت بعد انضمامها للولايات المتحدة الأمريكية أول ولاية تلغى العبودية فيها.
تشتهر فيرمونت بأنها أحد أكبر منتجي شراب القيقب في الولايات المتحدة. عاصمة الولاية هي مونتبليير، والتي يصل عدد سكانها إلى 7,855 نسمة ما يجعلها أصغر عاصمة ولاية في الولايات المتحدة الأمريكية. أكبر مدن الولاية هي برلينغتون والتي وصل عدد سكانها في عام 2010 إلى 42,417 نسمة، ما يجعلها المدينة الأصغر بين جميع المدن التي تعتبر أكبر مدن الولاية التي توجد فيها. التجمع الحضري لمدينة برلينغتون يحوي 211,261 نسمة.

## التاريخ

### السيادة
في 15 يناير عام 1777، أعلن ممثلو منح نيو هامبشاير استقلال فيرمونت. خلال الأشهر الستة الأولى، كانت تسمى جمهورية كونيتيكت الجديدة.
في 2 يونيو عام 1777، عُقد مؤتمر ثان اجتمع فيه 72 مندوبًا وقرروا اعتماد اسم «فيرمونت». كان هذا بناءً على نصيحة توماس يونغ، معلم إيثان ألين. أوضح لهم كيفية تحقيق القبول في الولايات المتحدة الأمريكية المستقلة حديثًا باعتبارها الولاية الرابعة عشرة. في 4 يوليو، أكملوا صياغة الدستور الأول لولاية فيرمونت (جرى العمل به من عام 1777 حتى عام 1786) في وندسور تافيرن وتم اعتماده في 8 يوليو. عُد هذا الدستور الأول المكتوب في أمريكا الشمالية الذي حظر عبودية البالغين، إذ ينصّ على أن يصبح العبيد الذكور أحرارًا في سن 21 والإناث في سن 18. ينصّ الدستور أيضًا على الاقتراع العام للذكور البالغين، بالإضافة إلى إنشاء نظام خاص للمدارس العامة.

### الحرب الثورية
جرت معركة بينينغتون في 16 أغسطس من عام 1777. شنّت قوة أمريكية مشتركة بقيادة الجنرال جون ستارك هجومها على جنود هسيون في هوسيك، نيويورك، عبر الحدود مباشرة من بينينغتون. تم قتل أو الاستيلاء الفعلي على مفرزة هيسيان بأكملها. لم يتعافى الجنرال جون بورغوين من هذه الخسارة، إلى أن استسلم في النهاية للقوة الأمريكية المكونة من 6000 جندي في ساراتوجا، نيويورك، في 17 أكتوبر من ذلك العام.
تم الاعتراف بمعارك بينينغتون وساراتوجا كنقطة تحول في الحرب الثورية لأنها عُدت أول هزيمة ساحقة للجيش البريطاني. يتم الاحتفال بالذكرى السنوية للمعركة في ولاية فيرمونت كعطلة رسمية.
تُعد معركة هوباردتون (7 يوليو عام 1777) المعركة الثورية الوحيدة التي جرت داخل الحدود الحالية لفيرمونت. على الرغم من أن القوات القارية عانت من الهزيمة، إلا أن القوات البريطانية قد تضررت لدرجة أنها لم تتمكن من تتبع الأمريكيين (مع انسحابهم من حصن تيكونديروجا) لأكثر من ذلك.

### القبول في الاتحاد
استمرت فيرمونت في حكمها الذاتي ككيان سيادي مستقل مقره في بلدة وندسور الشرقية لمدة 14 عامًا. أصدرت ولاية فيرمونت المستقلة عملتها الخاصة ابتداءًا من عام 1785 وحتى عام 1788، إلى جانب إنشاء خدمة بريد وطنية. تم تعيين توماس شيتيندين لمنصب الحاكم بين عامي 1778-1789 وأيضًا بين عامي 1790-1791.
نظرًا لأن ولاية نيويورك استمرت في التأكيد على أن فيرمونت كانت جزءًا منها، فلا يمكن قبول فيرمونت في الاتحاد بموجب المادة الرابعة، القسم 3 من الدستور حتى إعلانن موافقة المجلس التشريعي لنيويورك. في 6 مارس عام 1790، أصدر المجلس التشريعي موافقة مشروطة باتفاق تفاوضي على الحدود الدقيقة بين الولايتين. عندما اجتمع مفوضون من نيويورك وفيرمونت لاتخاذ قرار بشأن الحدود، أصر مفوضو فيرمونت أيضًا على تسوية نزاعات ملكية العقارات مع سكان نيويورك بدلًا من ترك القرار للمحكمة الفيدرالية. اختتمت المفاوضات بنجاح في أكتوبر عام 1790 باتفاق على أن تدفع فيرمونت 30 ألف دولار لنيويورك لتوزيعها على سكان نيويورك الذين طالبوا بأرض في فيرمونت بموجب براءات اختراع الأراضي في نيويورك. في يناير عام 1791، صوّت مؤتمر في فيرمونت بأغلبية 105 مقابل 4 لتقديم التماس إلى الكونغرس ليتم قبولها كولاية في الاتحاد الفيدرالي. تصرف الكونغرس في 18 فبراير عام 1791 لقبول فيرمونت في الاتحاد باعتبارها الولاية الرابعة عشرة اعتبارًا من 4 مارس عام 1791؛ قبل أسبوعين، أي في 4 فبراير عام 1791، قرر الكونرس قبول ولاية كنتاكي باعتبارها الولاية الخامسة عشرة اعتبارًا من 1 يونيو عام 1792. أصبحت فيرمونت أول ولاية تدخل الاتحاد بعد الولايات ال 13 الأصلية. استمر العمل بالدستور المنقح لعام 1786، الذي أقر فصلًا أكبر للسلطات، حتى عام 1793، أي بعد عامين من قبول فيرمونت في الاتحاد.
بموجب قانون «تأمين الحرية لجميع الأشخاص داخل هذه الولاية»، تم حظر العبودية رسميًا بموجب قانون الولاية في 25 نوفمبر من عام 1858، أي قبل أقل من ثلاث سنوات من نشوب الحرب الأهلية الأمريكية. أقام سكان فيرمونت ملاجئًا في عدة مواقع للعبيد الفارين إلى كندا، كجزء من خطة السكك الحديدية تحت الأرض.

## معرض صور

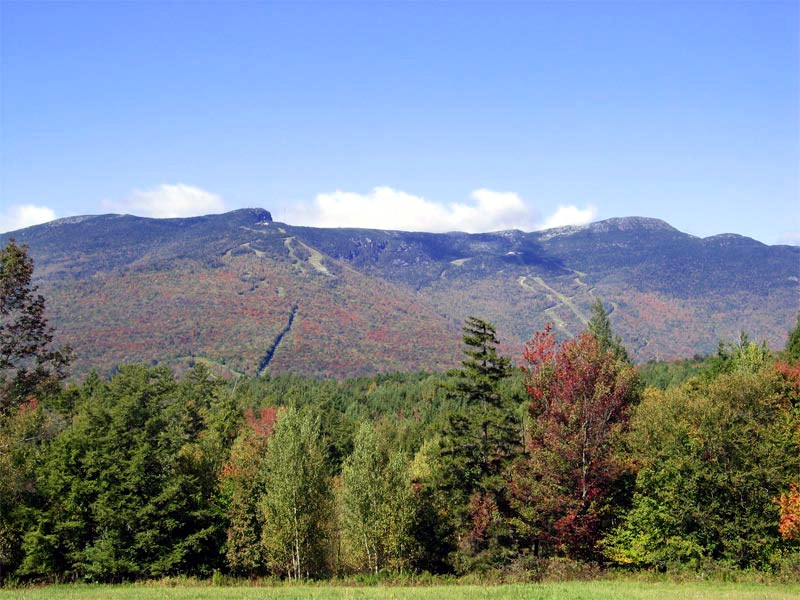
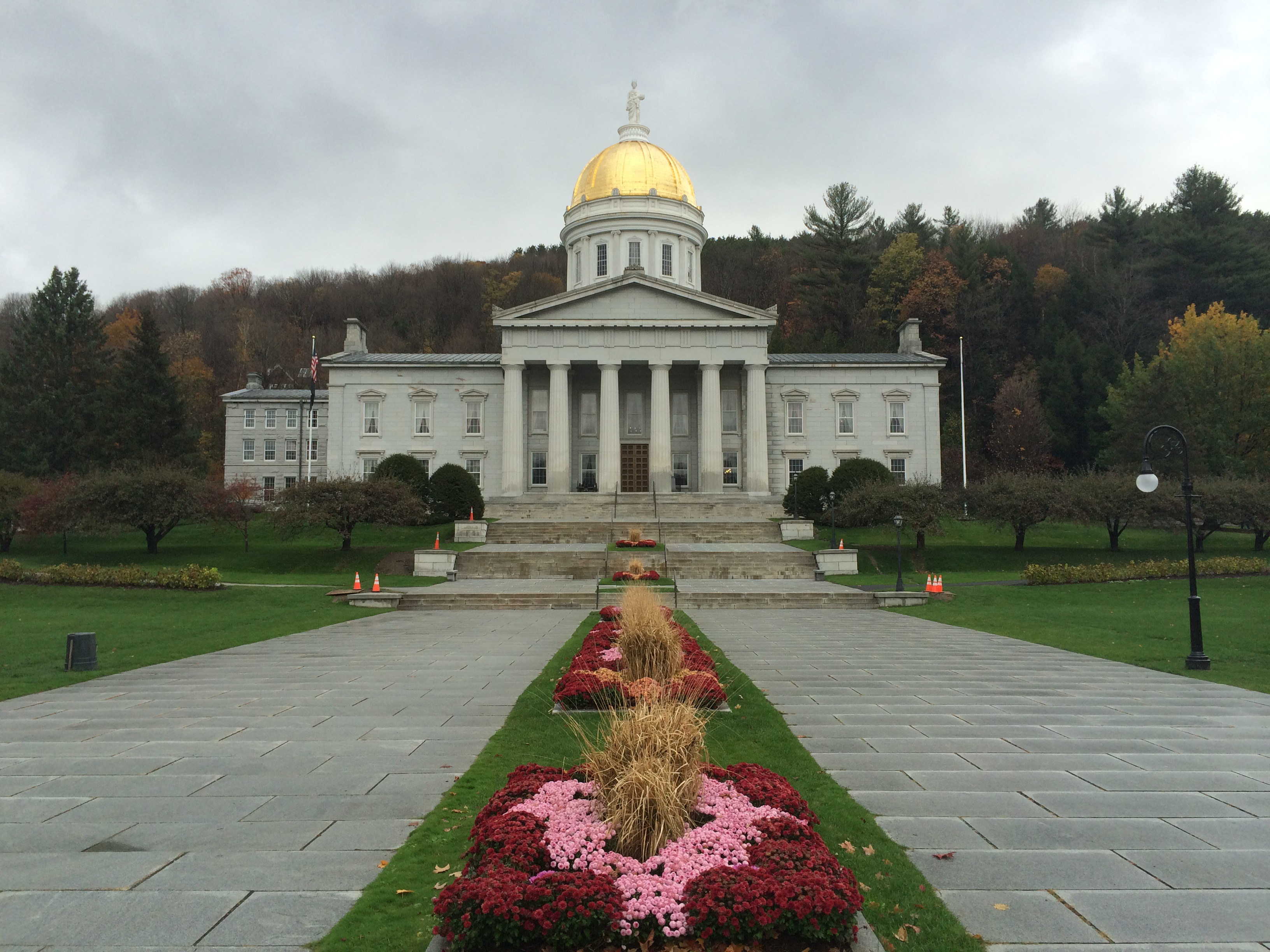
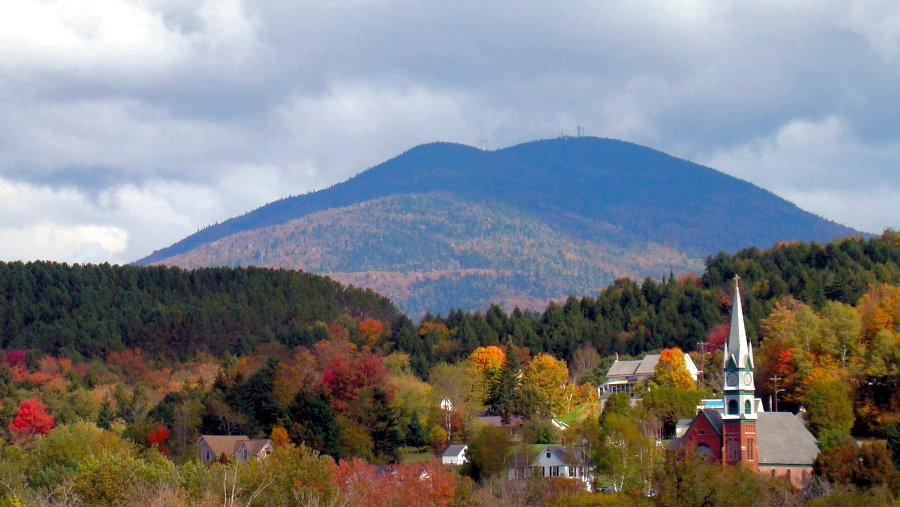
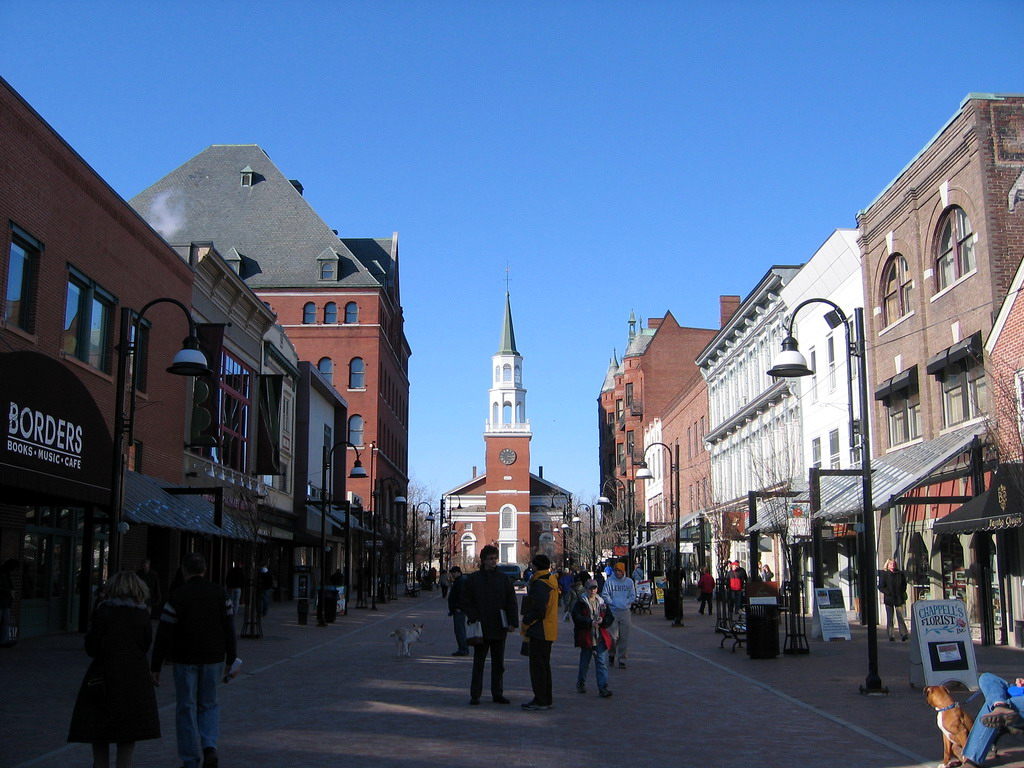

## وصلات خارجية
- الموقع الرسمي
- فيرمونت على مشروع الدليل المفتوح
- رابطة مدن وبلدات فيرمونت (بالإنجليزية)
- بيانات وإحصائيات الطاقة الخاصة بولاية فيرمونت (بالإنجليزية)
- خريطة جيولوجية للطبقات الأساسية لفيرمونت - الماسح الجيولوجي الأمريكي